# 67. Armee (Rote Armee)
Die 67. Armee (russisch 67-я армия) war ein Großverband der Roten Armee, der im Zweiten Weltkrieg am Nordabschnitt der Ostfront eingesetzt wurde. Ihre Truppenverbände nahmen im Kampf mit der deutschen Wehrmacht 1943/44 an allen bedeutenden Operationen um Leningrad und 1944/45 an der Befreiung des Baltikums teil.

## Erste Formation

### 1942
Am 10. Oktober 1942, nach dem Ende der Schlacht von Sinjawino – der Ersten Ladoga-Schlacht – ordnete die Stawka in der Direktive Nr. 994233 an. Zum Zwecke der Vereinfachung der Organisation wird auf Grundlage der Operativen Gruppe Newa (Generalmajor Iwan Fjodorowitsch Nikitin) die 67. Armee aufgestellt, die der Leningrader Front unterstellt wird. Der Einsatz des Armeeoberkommandos soll bis zum 20. Oktober abgeschlossen sein. Generalmajor M. P. Duchanow wurde zum Kommandeur der neuen Armee ernannt. Die erste Aufgabe der Führung der aufgestellten Armee bestand darin, die Einheiten und Formationen der Einsatzgruppe Newa nach der erfolglosen Offensive in Ordnung zu bringen und den gesamten Abschnitt in einen angemessenen Verteidigungszustand zu bringen.
Armeegliederung am 1. Dezember 1942
- 45. Garde-Schützendivision, Oberst Anatoli Andrejewitsch Krasnow
- 46. Schützendivision, Generalmajor Jemeljan Wassiljewitsch Kosik
- 86. Schützendivision, Oberst Wassili Alexejewitsch Trubatschew
- 11. und 55. Schützenbrigade

Bis zum Ende des Jahres 1942 hatten die Formationen der Armee die Verteidigung am rechten Ufer der Newa eingenommen, man hielt einen Brückenkopf bei Dubrowka und sicherte gleichzeitig auch die Transportrollbahn über den Ladogasee („Straße des Lebens“).

### 1943
Ende 1942 beschloss das sowjetische Oberkommando, eine Operation durchzuführen, um die Leningrader Blockade zu durchbrechen. Bei der bevorstehenden Operation Iskra wurde der 67. Armee (General M. P. Duchanow) der Leningrader Front und der 2. Stoßarmee (General Wladimir Sacharowitsch Romanowski) der Wolchow-Front die entscheidenden Rollen zugewiesen – die deutsche Verteidigung mit Gegenschlägen entlang der Südküste des Ladogasees zu durchbrechen und dadurch die Blockade Leningrads zu durchbrechen. Der Angriff südlich von Schlüsselburg erfolgte durch Truppen der 67. Armee aus dem Westen und durch Truppen der 2. Stoßarmee aus dem Osten. Am 12. Januar 1943 gingen Einheiten der 67. Armee in die Offensive über, überquerten die Newa, und überwanden den deutschen Widerstand. Am ersten Tag konnte am linken Ufer der Newa bei Marjino im Abschnitt der deutschen 170. Infanterie-Division ein kleiner Brückenkopf erkämpft werden. Die Leningrader Blockade wurde zwar bis 18. Januar durchbrochen und ein Korridor hergestellt, aber die sowjetische Offensive konnte nach Süden nicht weiterentwickelt werden. Bis Ende Februar folgten heftige Kämpfe, die Truppen der 67. Armee konnten aber nur mehr lokale Erfolge erzielen – in der zweiten Februarhälfte bissen sich die Truppen im stark befestigten Gebiet vor dem Abschnitt Gorodok 1 und vor Sinjawino fest.
Im Sommer 1943 verteidigten sich die Truppen der 67. Armee auf 7 Kilometer konzentriert von der Ostküste des Ladogasees entlang der Linie Dubrowka (am linken Ufer der Newa) – Sinjawino – Gontowaja Lipka. Von dieser Linie aus sollten Einheiten der Armee wieder in die Offensive gehen – ein weiterer Versuch, die deutsche Gruppierung zwischen Mga und Sinjawino zu zerschlagen. Am 22. Juli griff die 67. Armee wieder an und führte einen ganzen Monat lang heftige Kämpfe an der Linie Arbusowo-Sinjawino, konnten jedoch keine nennenswerte Erfolge erzielen.
Mitte September 1943 führten die Truppen der 67. und 8. Armee weitere Angriffe durch, um die Ostspitze des Frontvorsprung bei Mga zu erobern. Obwohl diese Offensive nicht alle gesetzten Ziele erreichte, gelang es Einheiten und Formationen des 30. Garde-Schützenkorps am 15. September, die Höhen bei Sinjawino zu stürmen und konnte dadurch die Eisenbahnlinie Poljana-Schlüsselburg erheblich besser vor der Einwirkung der deutschen Artillerie schützten.

## Zweite Formation

### 1943
Im Frühherbst 1943 begann das sowjetische Kommando mit der Ausarbeitung eines Operationsplans zur vollständigen Aufhebung der Leningrader Blockade. Um die Führung und Kontrolle effizienter zu gestalten, beschloss die Stawka am 25. Dezember, die 67. Armee aufzulösen und am 30. Dezember das Hauptquartier der 55. Armee für die neue 67. Armee umzuwandeln. Die Verteidigungszone der neuen 67. Armee wurde dadurch erheblich erweitert und umfasste den Sektor südlich von Leningrad von Puschkin bis zur Newa und einen Sektor östlich der Newa von Dubrowka bis Gontowa Lipka.

### 1944
Am 14. Januar 1944 gingen die Truppen der Leningrader und Wolchow-Front in der Leningrad-Nowgoroder Operation gleichzeitig in die Offensive. Die Truppen der 67. Armee standen unter dem Oberkommando des Hauptquartiers der aufgelösten 55. Armee und beschränkten sich in der ersten Phase der Kämpfe nur auf die Aufklärung und den Artilleriebeschuss der deutschen Stellungen.
Armeegliederung am 1. Januar 1944
- 116. Schützenkorps, Generalleutnant Andrei Nikitowitsch Astanin (13., 46. und 376. Schützendivision)
- 118. Schützenkorps, Generalmajor Wladimir Kusmitsch Paramsin (124., 128. und 268. Schützendivision)
- 291. Schützendivision, Generalmajor Wassili Kasimirowitsch Sajonschtkowski

Am Abend des 21. Januar, nachdem Einheiten der 67. Armee und der 8. Armee der Wolchow-Front den Rückzug deutscher Einheiten aus der Region Mga erzwungen hatten, wurde Mga genommen und die Kontrolle über die Eisenbahnlinie nach Kirow wieder vollständig erlangt. In der folgenden Phase führten die Einheiten der 67. Armee – welche die linke Flanke der Leningrader Front bildete – die Offensive entlang der Linie Tosno – Wyriza – Siwerski fort. Nach der Befreiung von Siwerski am 30. Januar wurde der nächste Hauptschlag der Leningrader Front entlang der Eisenbahnlinie Leningrad – Luga angesetzt. Die Offensive entwickelte sich mit großen Schwierigkeiten, die Stadt Luga konnte erst am 12. Februar von der 67. Armee in Zusammenarbeit mit den Truppen der 59. Armee befreit werden.
Armeegliederung am 1. Februar 1944
- 110. Schützenkorps, Generalmajor Iwan Wassiljewitsch Chasow
- 56., 72. und 85. Schützendivision
- 117. Schützenkorps, Generalmajor Wassili Alexejewitsch Trubatschew
- 120., 123. und 201. Schützendivision

In der zweiten Februarhälfte rückten die Formationen der 67. Armee weiter vor, befreiten die Kleinstädte Pljussa und Strugi Krasnyje, überquerten den Tscherecha-Fluss und erreichten die von den deutschen Truppen befestigte Panther-Linie zwischen Pskow und Ostrow, wo man wieder in den Stellungskrieg überging.
Ende April 1944 wurde die 67. Armee in die 3. Baltische Front eingegliedert, in deren Reihen sie an der Befreiung der baltischen Staaten teilnahm.
Im Juli 1944 begannen die sowjetische Truppen mit der Offensivoperation Pskow-Ostrow, wobei der 67. Armee in der ersten Phase nur eine Hilfsrolle zugewiesen wurde. Nach dem Durchbruch der Panther-Linie durch andere Armeen der Front erzielt wurde, befreiten Einheiten und Formationen die Städte Ostrow und Pskow.
Ende Juli erreichten die in Richtung Tartu (Dorpat) vorstoßenden Truppen der 3. Baltischen Front die Linie westlich Izborsk – östlich von Alūksne und in Richtung Valga den Raum Gulbene. Am 10. August begannen die Truppen mit der Tartu-Operation, wobei die sowjetischen Truppen 100 bis zu 130 Kilometer vorrücken konnten und die Bedingungen für den Zugang zum Rigaer Meerbusen schufen. Die Formationen der 67. Armee befreiten neben Tartu (25. August) bei dieser Operation auch die Orte Petschory, Otepya, Elva, Viru und Gulbene.
Im September 1944 starteten sowjetische Truppen die Baltische Operation, zu der auch die Rigaer Offensivoperation gehörte. Die 67. Armee, die an der rechten Flanke der 3. Baltischen Front agierte und mit linken Flanke der Leningrader Front zusammenarbeitete, befreite die Orte Tirva und Mazsalats und erreichte bis zum 27. September etwa 60 Kilometer von Riga entfernt die deutsche „Sigulda-Stellung“. Anfang Oktober 1944 brachen die Truppen der 1. Baltischen Front bei der Memeler Operation bis zur Ostsee durch und schnitten die deutsche Heeresgruppe Nord in Kurland ab. Dieser Umstand zwang das deutsche Oberkommando, den Abzug der Truppen aus dem Raum Riga zu beschleunigen. Am 13. Oktober wurde die lettische Hauptstadt von sowjetischen Truppen besetzt, darunter befanden sich auch Einheiten der 67. Armee.
Am 16. Oktober wurde die 3. Baltische Front aufgelöst, die ihr zugewiesen 67. Armee wurde erneut Teil der Leningrader Front, in deren Reihen sie bis Kriegsende an der Küste des Rigaer Meerbusens die auf der Halbinsel Kurland abgeschnittenen Truppen der deutschen Heeresgruppe Nord im Kurland-Kessel blockieren half.
Armeegliederung am 1. Januar 1945
- 111. Schützenkorps, Generalmajor Boris Alexandrowitsch Roschdestwenski (189. und 196. Schützendivision)
- 122. Schützenkorps, Generalleutnant Nikolai Moisejewitsch Martinschuk (56., 85. und 201. Schützendivision)

Trotz wiederholter Versuche gelang es den sowjetischen Truppen nicht, die deutsche Gruppierung (seit 26. Januar 1945 – Heeresgruppe Kurland) zu beseitigen. Erst nah der Kapitulation Anfang Mai 1945 legten die deutschen Truppen in Kurland die Waffen nieder. An der Operation zur Entwaffnung der deutschen Truppen waren auch Teile der 67. Armee beteiligt. Von Juni bis Juli 1945 wurde während die 67. Armee dann demobilisiert und aufgelöst.

## Führung
Oberbefehlshaber
- Generalmajor Michail Pawlowitsch Duchanow, 10. Oktober 1942 – 24. Januar 1943
- Generalmajor Alexander Iwanowitsch Tscherepanow, 24. Januar – Februar 1943
- Generalmajor Michail Pawlowitsch Duchanow,  Februar – 15. Dezember 1943
- Generalleutnant Wladimir Petrowitsch Swiridow, 15. Dezember 1943 – 23. März 1944
- Generalleutnant Wladimir Sacharowitsch Romanowski, 24. März 1944 – 28. Februar 1945
- Generalleutnant Sergei Wassiljewitsch Roginski, 28. Februar – 31. März 1945
- Generalleutnant Nikolai Pawlowitsch Simonjak, 31. März – Juli 1945

Stellvertretender Armeekommandant
- Generalmajor Michail Alexandrowitsch Sijasow, August – Oktober 1944

Stabschefs
- Generalmajor Wladimir Alexejewitsch Krylow, Oktober – November 1942
- Generalmajor Jemeljan Grigorjewitsch Sawtschenko, 1. April 1943 – 14. Dezember 1943
- Generalmajor Alexander Semjonowitsch Tswetkow, 15. Dezember 1943 – 4. April 1945
- Generalmajor Nikolai Pawlowitsch Sidelnikow, 4. April 1945 – Juli 1945

Mitglieder des Militärrates
- Generalmajor Pjotr Andrejewitsch Tjurkin, 10. Dezember 1942 – 15. Dezember 1943
- Generalmajor Alexander Jemeljanowitsch Khmel, 15. Dezember –  25. Dezember 1943
- Generalmajor Georgi Pawlowitsch Romanow, 4. Januar 1944 – Mai 1945